# Platygaster striolata
Platygaster striolata är en stekelart som beskrevs av Nees von Esenbeck 1834. Platygaster striolata ingår i släktet Platygaster och familjen gallmyggesteklar. Arten är reproducerande i Sverige. Inga underarter finns listade i Catalogue of Life.